# Brachytrichum
Brachytrichum là một chi rêu trong họ Orthotrichaceae.